# Zarudki
Zarudki – wieś w Polsce położona w województwie lubelskim, w powiecie opolskim, w gminie Wilków. Leży nad strugą Wrzelowianką dopływem Chodelki.
W latach 1975–1998 miejscowość należała administracyjnie do ówczesnego województwa lubelskiego.
Wieś stanowi sołectwo w gminie Wilków. Według Narodowego Spisu Powszechnego z roku 2011 wieś liczyła 108 mieszkańców.
Wierni Kościoła rzymskokatolickiego należą do parafii św. Floriana i św. Urszuli w Wilkowie.

## Historia
Według spisu z roku 1827 wieś prywatna w powiecie kazimierskim parafii Opole posiadała 29 domów i 128 mieszkańców. W drugiej połowie XIX wieku wież w powiecie nowoaleksandyjskim, gminie Szczekarków parafii Wilków, około roku 1895 było tu 135 mieszkańców.